# How Did You Love
«How Did You Love» es una canción de la banda de rock estadounidense Shinedown. Fue lanzado el 4 de octubre de 2016 como el cuarto y último sencillo del quinto álbum de estudio Threat to Survival (2015).

## Antecedentes
El líder Brent Smith dijo sobre el significado de la canción en un artículo de Billboard: 

"How Did You Love" se trata de comprender y respetar tu propia mortalidad. No de una manera morbosa y negativa, sino de una manera que te inspire a vivir cada día. al máximo y sin remordimientos, especialmente cuando se trata de tus relaciones y tu individualidad. Necesitas estar en paz y orgulloso cuando miras hacia atrás y te preguntas, '¿cómo amabas?'"

## Posicionamiento en lista
| Lista (2017)                  | Posiciones |
| ----------------------------- | ---------- |
| US Hot Rock Songs (Billboard) | 58         |
| US Rock Airplay (Billboard)   | 45         |